# Vodní dílo Slatinka
Vodní dílo Slatinka je plánováné vodní dílo na řece Slatina mezi městem Zvolen a obcí Zvolenská Slatina. Výstavba počítá se zatopením plochy 2,66 km² včetně osady Slatinka, která je v současnosti částí obce Zvolenská Slatina.
Vodní dílo Slatinka je kontroverzní. Vyvolává diskuse ohledně nejasného záměru stavby, financování, důsledků pro život občanů území plánovaného na zatopení i ovlivnění městského klimatu v blízkém městě Zvolen.

## Historie
Vybudování vodního díla Slatinka se plánuje od roku 1954, kdy bylo toto vodní dílo popsáno v 1. Státním vodohospodářském plánu z 1954. Tento plán počítá s vybudováním 3 nádrží: akumulační nádrž Slatinka, vyrovnávací Môťová (vodní nádrž) u Zvolena a nárazová nádrž Velké Kozmálovce. Nádrž Môťová byla vybudována v letech 1953–1958, nádrž Velké Kozmálovce v letech 1985–1988.
Vodohospodářská výstavba, š.p. připravuje výstavbu od 80. let 20. století. Během přípravy projektu došlo k odkoupení části pozemků, které měly být zatopené. V roce 1989 byla příprava pozastavena z důvodu nedostatku finančních prostředků. Z toho důvodu ztratilo územní rozhodnutí platnost.
V 1996 vydalo Ministerstvo životního prostředí SR souhlasné stanovisko k posouzení vlivů na životní prostředí z roku 1994. Ministerstvo výstavby a veřejných prací SR v roce 1997 potvrdilo potřebu výstavby. V letech 1999–2001 byla část obyvatel vystěhována a byly zbourány 2 domy.
V roce 2007 bylo provedeno nové posouzení vlivů na životní prostředí, které Ministerstvo životního prostředí schválilo v 2009.
Plány na výstavu se výrazněji obnovily v roce 2013. V květnu dostali někteří nájemníci (10, neoficiálně 15) výzvu k vystěhování se do dvou týdnů s odůvodněním život ohrožujícího stavu budov. Původně neměli možnost nahlédnout do posudku statika, ani možnost opravy budov na vlastní náklady. Zanedlouho Vodohospodářský podnik začal komunikovat ohledně oprav daných budov.
Územní řízení k návrhu na výstavbu Slatinky bylo zastaveno 23. října 2013, neboť navrhovatel projektu nepředložil stavebnímu úřadu souhlasy příslušných orgánů ochrany přírody a krajiny.

## Účel
Deklarovaným účelem vodního díla je nadlepšování průtoku Hronu. Dalšími cíli je protipovodňová ochrana, výroba elektrické energie a rekreace. Jako předpokládaný významný odběratel vody jsou vodohospodářským podnikem uváděny atomové elektrárny Mochovce, které však tuto potřebu vícekrát odmítly.
Ze začátku se plánovalo využít zadrženou vodu pro rychle se rozvíjející průmysl.

## Technické parametry
- Plocha povodí – 412,69 km²
- Qa toku Slatina – 3,355 m³/s
- Celkový objem – 26,579 mil m³
- Kóta dna nádrže – 299 m n. m.
- Návrhová horní hladina MVE – 329 m n. m.
- Návrhová dolní hladina MVE – 302 m n. m.
- Návrhový průtok MVE – 2x 4,4 m³/s
- Návrhový výkon turbíny – 1 037 kW
- Prům. roční výroba – 6 804 MWh
- Max. provozní hladina Mz – 331 m n. m.
- Min. vodohospodářská hladina – 301 m n. m.
- Zatopená plocha při Mz – 2,66 km²
- Kóta koruny hráze – 333 m n. m.
- Délka koruny hráze – 250 m
- Max. výška hráze – 34 m

## Kontroverze
Příprava stavby vyvolává kontroverze ve více oblastech. Mezi aktivních odpůrců vodního díla patří Sdružení Slatinka.
Plány narušily život v osadě Slatinka, která má být podle plánů zatopena. V osadě byla nařízena stavební uzávěra a obyvatelé si nemohou přistavovat své obydlí ani stavět nové budovy, rekonstrukce je omezená. V obci byla zrušena pošta, obchod a autobusové spojení. Mnozí obyvatelé prodali vodohospodářského podniku své domy a pozemky a byli přestěhování do nedaleké Zvolenské Slatiny. Mnozí obyvatelé momentálně žijí v původně svých domech jako nájemci, přičemž už první rok zaplatili za nájemné vyšší částku než za jakou pozemky prodali.
V roce 2010 byla cena výstavby vodního díla odhadována na 86 milionů eur. Vodohospodářský podnik, jako projektant projektu, nemůže takové finanční prostředky poskytnout, což v minulosti již způsobilo odklad projektu. Jedním ze zdrojů financí mají být podle plánu eurofondy. Jednou z kritizovaných částí financování je, že soukromí odběratelé vody by na stavbu neměli finančně přispět. Přesto právě oni svým odběrem vody způsobují nižší průtok Hrona, což je hlavním deklarovaným důvodem stavby.
V oblasti Zvolena jsou kvůli vodní nádrži Môťová a soutoku Hronu a Slatiny časté mlhy. Další rozlehlá vodní plocha by způsobila jejich zvýšený výskyt v oblasti, což by mohlo nepříznivě ovlivnit provoz nedalekého letiště Sliač.